# Дани Съливан
Дани Съливан (на английски: Danny Sullivan) е американски пилот от Формула 1, роден е на 9 март 1950 г. в Луисвил, Кентъки, САЩ.

## Кариера във Формула 1
Дани Съливан дебютира във Формула 1 през 1983 г. в Голямата награда на Бразилия с тима на Тирел, в световния шампионат на Формула 1 записва 15 участие и печели две точки.